# Іна Лор
Іна Лор (нім. Ina Lohr; 1903, Амстердам — 1983, Базель) — швейцарська композиторка і музикознавиця нідерландського походження.
Авторка ораторій «Марія Єгипетська» (нім. Maria Aegyptiaca — ein geistliches Spiel; 1953, слова Ірмгард фон Фабер-дю-Фор) і «Піснь пісень» (1967, у співавторстві з канадським біблеїстом Калвіном Зеервелдом, який підготував для цього твору новий переклад біблійного тексту), збірки хоралів (нід. Liedboek voor de kerken; 1973). 
Опублікувала монографію «Сольмізації і церковні тональності» (нім. Solmisation und Kirchentonarten; 1943). 
Одна з перших викладачок «Schola Cantorum Basiliensis», а потім і Базельської музичної академії, до складу якої вона влилася; з 1941 році вела курс протестантської церковної музики на богословському факультеті Базельського університету.